# Bernard Blancan

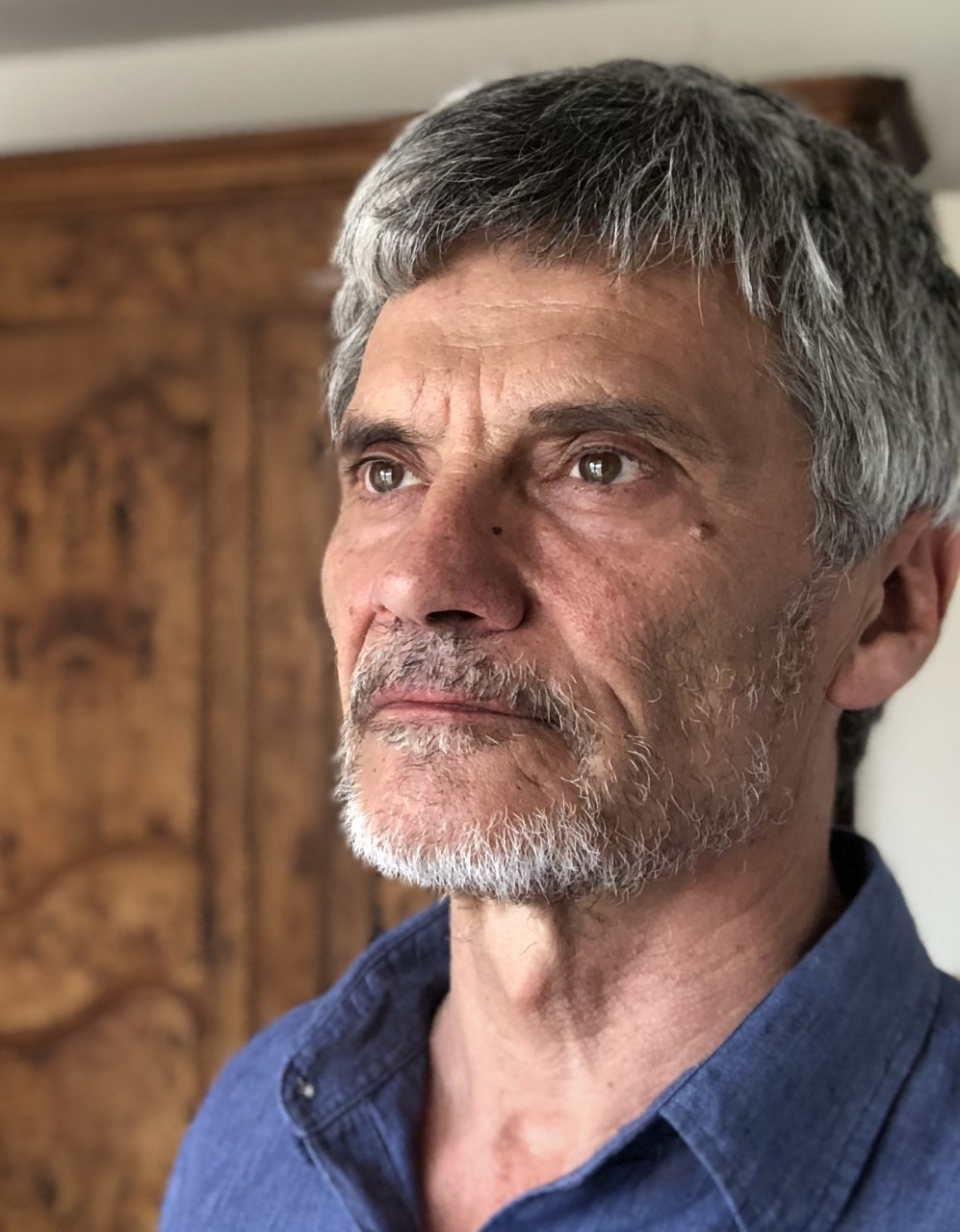
Bernard Blancan (2018)

Bernard Blancan (* 9. September 1958 in Bayonne) ist ein französischer Schauspieler, Regisseur und Drehbuchautor.

## Leben
Blancan war zunächst als Beamter tätig, bevor er seine Karriere als Schauspieler am Theater in Bordeaux begann. 1989 engagierte ihn Yves Caumon für seinen Kurzfilm Antonin. Es folgten zahlreiche Auftritte in weiteren Film- und Fernsehproduktionen.
2003 wurde Blancan als Teil des männlichen Schauspielerensembles für seine Leistung in Tage des Ruhms mit dem Preis für den besten Darsteller der Filmfestspiele von Cannes ausgezeichnet.
Später verfasste Blancan auch eigene Drehbücher und führte Regie bei Dokumentar- und Kurzfilmen.

## Filmografie (Auswahl)
Schauspieler
- 1989: Antonin (Kurzfilm)
- 1989: A Tale of Two Cities (Miniserie, 1 Episode)
- 1993: Les carnassiers (Fernsehfilm)
- 1993: Regarde-moi quand je te quitte (Fernsehfilm)
- 1996: Le cri de Tarzan
- 1999: Les complices (Fernsehfilm)
- 1999: Stumme Schreie (Peau d'homme coeur de bête)
- 1999: La beauté du monde
- 1999: Un dérangement considérable
- 2000: La bicyclette bleue (Miniserie, 3 Episoden)
- 2001: Dérives (Fernsehfilm)
- 2001: Amour d'enfance
- 2001: Un moment de bonheur
- 2001: Campagnes (Fernsehfilm)
- 2001: La Crim’ (Fernsehserie, 1 Folge)
- 2002: Fais-moi des vacances
- 2002: Alles wegen Benjamin (À cause d’un garçon, Fernsehfilm)
- 2002: Passage du bac (Fernsehfilm)
- 2002: Le chignon d'Olga
- 2003: Le pharmacien de garde
- 2003: À cran (Fernsehfilm)
- 2003: Virus au paradis (Fernsehfilm)
- 2003: Der rote Tempelritter – Red Knight (Rencontre avec le dragon)
- 2004: Schau mich an! (Comme une image)
- 2004: Je suis un assassin
- 2004: Inguélézi
- 2004: Alive
- 2005: Cache cache
- 2005: Quartier V.I.P.
- 2005: La ravisseuse
- 2005: La maison de Nina
- 2006: An einem Sommertag (Un jour d'été, Fernsehfilm)
- 2006: Le temps de la désobéissance (Fernsehfilm)
- 2006: Die Glücksritter vom Roten Meer (Lettres de la mer rouge, Fernsehfilm)
- 2006: Un an
- 2006: La chasse à l'homme (Mesrine) (Fernsehfilm)
- 2006: Tage des Ruhms (Indigènes)
- 2007: Kapitän Ahab (Capitaine Achab)
- 2007: Mystère (Fernsehserie, 12 Episoden)
- 2008: Charlotte Corday (Fernsehfilm)
- 2008: Les hauts murs
- 2008: Le voyage aux Pyrénées
- 2008: Léger tremblement du paysage
- 2008: Crossfire (Les Insoumis)
- 2008: Doom-Doom (Fernsehserie, 3 Episoden)
- 2008: Le voyage de la veuve (Fernsehfilm)
- 2009: London River
- 2009: Adieu Gary
- 2009: Die Affäre (Partir)
- 2009: No pasaran
- 2009: Louise Michel (Fernsehfilm)
- 2009: La robe du soir
- 2010: Flics (Fernsehserie, 3 Episoden)
- 2010: Les nuits de Sister Welsh
- 2010: Outside the Law (Hors-la-loi)
- 2010: Macht über die Insel (Main basse sur une île, Fernsehfilm)
- 2011: L'été des Lip (Fernsehfilm)
- 2011: Jeanne captive
- 2011: Carmen (Fernsehfilm)
- 2011: Quand la guerre sera loin (Fernsehfilm)
- 2011: Suerte
- 2012: La loi de mon pays (Fernsehfilm)
- 2012: L'enclos du temps
- 2013: Le clan des Lanzac (Fernsehfilm)
- 2013: 12 ans d'âge
- 2013: Landes
- 2013: Dirty Weekend
- 2013–2017: Un Village Français – Überleben unter deutscher Besatzung (Un village français, Fernsehserie, 30 Episoden)
- 2014: Der Unbestechliche – Mörderisches Marseille (La French)
- 2015: Cosmodrama
- 2016: D'une pierre deux coups
- 2016: Sur le plancher des vaches
- 2016: Vendeur
- 2016: Toril
- 2016: Nazar Palmus
- 2017: Missions (Fernsehserie, 6 Episoden)
- 2018: Abserviert (Larguées)
- 2018: Vorhang auf für Cyrano (Edmond)
- 2020: Groom (Fernsehserie, 1 Episode)
- 2021: Le bruit des trousseaux (Fernsehfilm)
- 2022: Qu'est-ce qu'elle a ma famille? (Fernsehfilm)
- 2023: Schrottplatzköter (Chien de la casse)
- 2025: Kika

Regisseur
- 2007: Laissez-les grandir ici! (Dokumentarkurzfilm, Co-Regie)
- 2010: On bosse ici! On vit ici! On reste ici! (Dokumentarkurzfilm, Co-Regie)
- 2012: Retour aux sources (Dokumentarfilm)
- 2013: Ogres niais (Kurzfilm)
- 2019: Manigances (Kurzfilm)

Drehbuchautor
- 2012: Retour aux sources (Dokumentarfilm)
- 2013: Ogres niais (Kurzfilm)
- 2019: Manigances (Kurzfilm)